# Lab (groupe)
 (octobre 2023).
Si vous disposez d'ouvrages ou d'articles de référence ou si vous connaissez des sites web de qualité traitant du thème abordé ici, merci de compléter l'article en donnant les références utiles à sa vérifiabilité et en les liant à la section « Notes et références ».
 (octobre 2023).
La mise en forme du texte ne suit pas les recommandations de Wikipédia : il faut le « wikifier ».
Les points d'amélioration suivants sont les cas les plus fréquents. Le détail des points à revoir est peut-être précisé sur la page de discussion.
- Les titres sont pré-formatés par le logiciel. Ils ne sont ni en capitales, ni en gras.
- Le texte ne doit pas être écrit en capitales (les noms de famille non plus), ni en gras, ni en italique, ni en « petit »…
- Le gras n'est utilisé que pour surligner le titre de l'article dans l'introduction, une seule fois.
- L'italique est rarement utilisé : mots en langue étrangère, titres d'œuvres, noms de bateaux, etc.
- Les citations ne sont pas en italique mais en corps de texte normal. Elles sont entourées par des guillemets français : « et ».
- Les listes à puces sont à éviter, des paragraphes rédigés étant largement préférés. Les tableaux sont à réserver à la présentation de données structurées (résultats, etc.).
- Les appels de note de bas de page (petits chiffres en exposant, introduits par l'outil «  Source ») sont à placer entre la fin de phrase et le point final[comme ça].
- Les liens internes (vers d'autres articles de Wikipédia) sont à choisir avec parcimonie. Créez des liens vers des articles approfondissant le sujet. Les termes génériques sans rapport avec le sujet sont à éviter, ainsi que les répétitions de liens vers un même terme.
- Les liens externes sont à placer uniquement dans une section « Liens externes », à la fin de l'article. Ces liens sont à choisir avec parcimonie suivant les règles définies. Si un lien sert de source à l'article, son insertion dans le texte est à faire par les notes de bas de page.
- La présentation des références doit suivre les conventions bibliographiques. Il est recommandé d'utiliser les modèles {{Ouvrage}}, {{Chapitre}}, {{Article}}, {{Lien web}} et/ou {{Bibliographie}}. Le mode d'édition visuel peut mettre en forme automatiquement les références.
- Insérer une infobox (cadre d'informations à droite) n'est pas obligatoire pour parachever la mise en page.

Pour une aide détaillée, merci de consulter Aide:Wikification.
Si vous pensez que ces points ont été résolus, vous pouvez retirer ce bandeau et améliorer la mise en forme d'un autre article.
Pour les articles homonymes, voir LAB.

LAB  est un groupe de rock alternatif Finlandais, originaire de Helsinki. L'origine du nom vient du fait qu'au début les membres n'avaient que peu de connaissance en techniques et technologies autour du studio d'enregistrement. Comparant leur processus créatif à celui d'un laboratoire dans lequel on mène bon nombre d'expériences.
Le nom original du groupe était Plankton mais pour des raisons de droits à dû être changé, dans la foulée de la signature du contrat avec BMG Entertainment, juste avant la sortie du single Get Me a Name.
Principalement actif entre 1999 et 2005, le groupe produit 3 albums et 9 singles durant cette période. Puis maintient un hiatus de 17 ans avant de refaire surface en septembre 2022. Un album est en création et est prévu de sortir en fin d'année 2023.

## Style

### Musical
La chanteuse elle-même décrit le style de musique comme « hard pop » ou rock accompagné d'une voix féminine. Le groupe compte dans son carquois des ballades calmes qui alternent avec des morceaux rapides et rock. La voix de la chanteuse Ana est toujours dominante.
Selon les chansons le groupe empreinte des sonorités tantôt plutôt pop, tantôt plutôt rock  le tout avec une pointe d'industriel, ce qui se ressent particulièrement dans les clips tournés dans des lieux fermés.
Les morceaux récents voient leur composition musicale améliorée avec l'arrivée du violon et du piano. Gardant toujours un rythme énergique alternant avec des moments plus calmes au piano. Les chansons sont mélancoliques mais porteuses d'espoir.

### Visuel

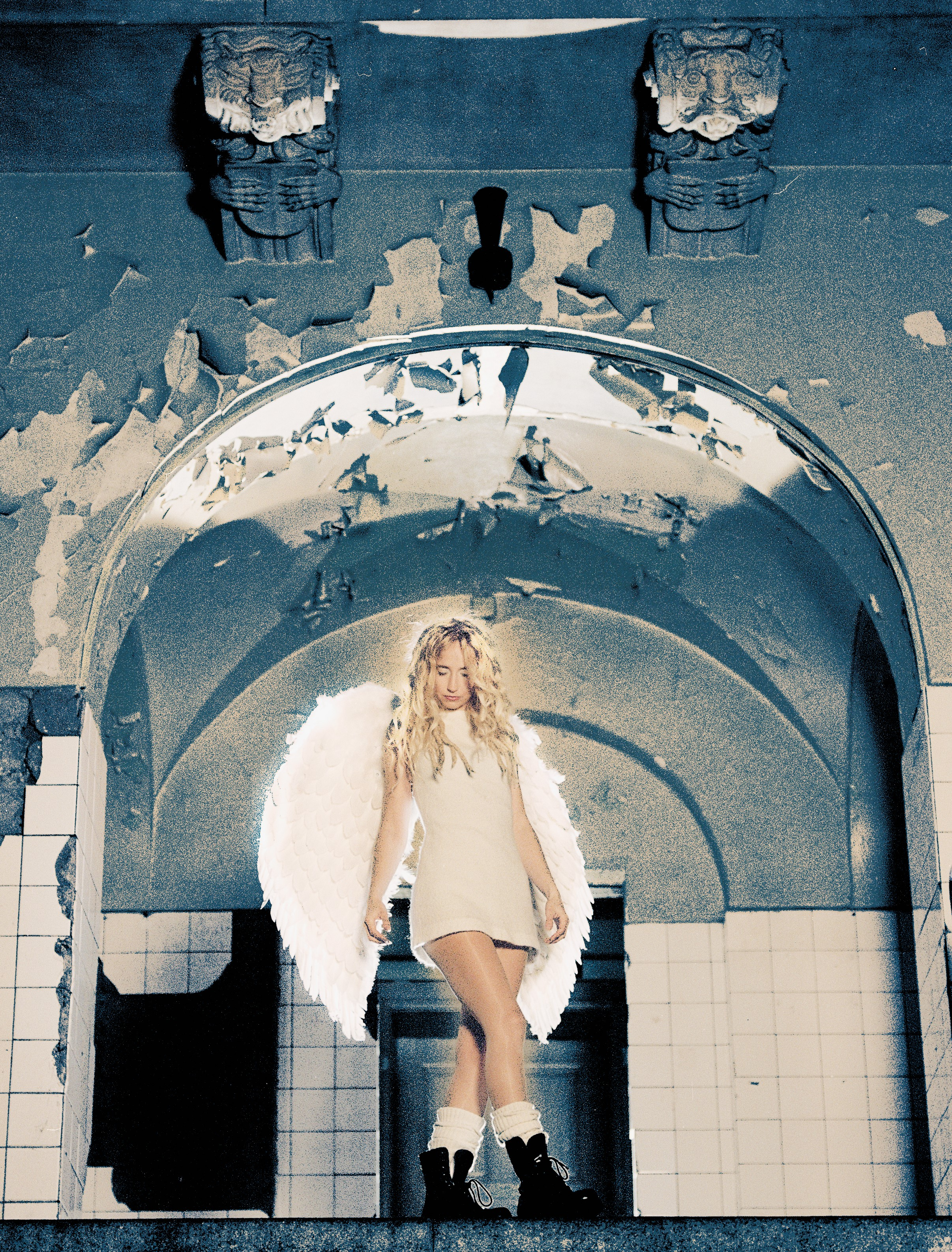
Photo de Ana Leppälä incarnant Nurse Heaven

Dans la grande majorité des clips apparait Ana portant une paire d'ailes d'ange. Elle y incarne «Nurse Heaven», un personnage original dépeint comme étant constamment mécontente. Sa première apparition aurait dû être dans la chanson Heaven got a Headache mais la chanson ne fut finalement jamais publiée. Cependant le personnage est resté comme l'image de marque des clips de LAB. Elle est particulièrement présente dans les clips du troisième album avec When Heaven gets Dirty et Raining Dogs
Les clips sont tournés dans différents endroits commun aux clips de l'époque : Salle de concerts, Tournage dans la rue, Studio illuminé de spots.
Mais le clip Machine Girl quant à lui a été tourné dans une centrale électrique Allemande abandonnée, en coopération avec AVA Studios.
Dans les nouveaux clips, le coté débranché et grunge du groupe laisse place à la créativité cinématographique avec des scénarios originaux et en faisant appel des acteurs. Même si Ana n'est pas le centre d'attention des derniers clips, le personnage central respectif des clips reste féminin. Bien qu'Ana soit apparue dans le clip The Pianist (1910-2006), il est à noter que pour le moment Nurse Heaven n'est pas réapparue.

## Historique

### Première partie de carrière (1997-2005)

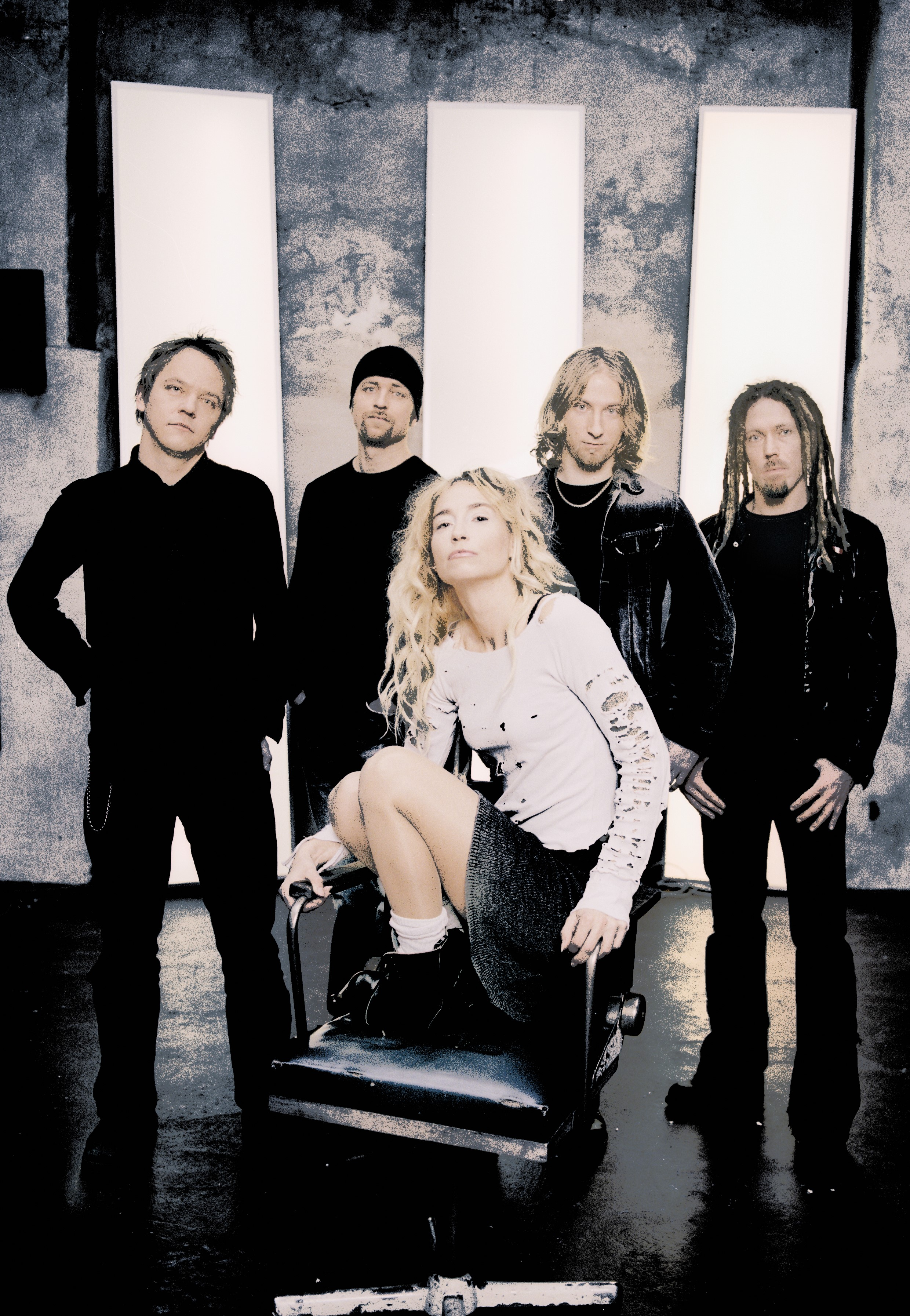
Photo de groupe de LAB. De gauche à droite : Kirka, Matti, Ana, Johannes, Pekka

Le groupe se forme en 1997 et est actuellement constitué de 5 membres et d'un ex-membre, présentés plus bas.

Dans un premier temps en contrat avec BMG Entertainment, LAB sortira les singles Get Me a Name, Til You're Numb, Isn't He Beautiful, Killing Me et l'album Porn Beautiful sous ce label.
Le nom de Porn Beautiful est né de la dissension entre la volonté de la chanteuse d'avoir un nom provocateur et la volonté du label d'avoir un nom doux et vendeur. C'est Kari Hynninen à qui viendra l'idée de Porn Beautiful mettant tout le monde d'accord.
La chanson 'Til You're Numb est utilisé dans le film Les Instables sorti en 2000.
En 2002 le second album Devil Is a Girl sort. Il se vendra encore mieux que son prédécesseur, ce qui prédit un bon future pour le groupe.
À partir de 2003, le groupe obtient un contrat avec Drakkar Entertainment, lui ouvrant le marché de l'Allemagne. Permettant la sortie dans ce pays de leur plus célèbre single Beat the Boys.

Le single doit en partie sa notoriété à son apparition dans la bande originale du jeu vidéo de courses FlatOut, sorti sur PC, Xbox et Playstation 2.
La réputation de LAB connaitra sa plus grosse explosion à l'échelle mondiale grâce à cela.
En 2005 LAB sort ce qui aurait pu être son troisième et dernier album Where Heaven Ends. Le single When Heaven Gets Dirty extrait de l'album sort dans la foulée. La collaboration avec Sony Music Entertainment en plus de Drakkar Entertainment leur offre une bonne présentation en Europe. Le groupe enchaîne les concerts notamment en Finlande et en Allemagne avec un bon succès.
Sans raison évoquée à l'époque, le groupe ne donne plus aucun signe d'activité à partir de 2005.

### Un retour inattendu en 2022
En septembre 2022, le groupe sort de sa torpeur avec un post sur les réseaux sociaux annonçant la reprise de création musicale après un hiatus de 17 ans.
C'est à ce moment que l'on apprend la raison de l'arrêt de l'activité du groupe. Durant leur dernière tournée en Allemagne, les problèmes financiers se font sentir. Devant la difficulté de la situation et l'irritabilité que cela entraine, 2 membres déclarent vouloir arrêter l'expérience. Ana, Pekka et Kirka qui eux souhaitaient continuer, préfèrent faire le choix d'arrêter plutôt que de chercher des nouveaux musiciens, ayant le sentiment qu'en l'absence de 2 membres, le groupe n'est juste plus.
Bien que le groupe n'était plus ce qu'il était, l'amitié entre les membres persiste.
Les membres qui voulaient continuer trouvent finalement la force de se relancer dans la création musicale. Ana trouva d'abord un petit endroit faisant office de studio dans lequel elle entreprit l'écriture des nouvelles chansons, accompagné par Pekka, qui fera également le montage et les finitions, de Johannes qui cette fois joue du violon. Ils créent de multiples démos. Sans réelle intention de donner à LAB un nouveau lancement au début, c'est Ville Pusa qui leur donnera l'envie de passer à l'étape supérieure pour le groupe. En effet pendant le COVID, Ville Pusa avait fondé Northern Flame Music et avait une très forte volonté de redémarrer le groupe. C'est à ce moment que Alec Hirst-Gee se joint au groupe en tant que batteur.
Lors de la reprise des enregistrements en studios, la cohésion est là. Les membres ont cette agréable sensation de travailler ensemble à nouveau comme si la pause n'avait jamais existé.
Le groupe a produit à nouveau 3 singles, The Pianist (1910-2006) en 2022,  Please Killinn et Spanish Flame en 2023. Tout ceci en prévision d'un album prévu pour 2023, sous le label Northern Flame Music produit au sein de East Sound Studios. À ce jour, peu de détails sont disponibles concernant l'album.
Spanish Flame fait partie de la bande originale du film Comeback (sorti le 6 octobre 2023), traitant du retour en scène d'anciennes stars du rock en Finlande, sous forme d'une comédie dramatique. Un thème fort bien choisi pour LAB qui sort lui même d'un long hiatus, comme rarement observé dans le monde musical.
Un nouveau single My Private Hospital dont le thème est le frisson et l'horreur a également été annoncé pour le 27 octobre 2023

## Membres

### Membres actuels
- Ana Leppälä[8], Chant, 1997-maintenant
- Johannes Leppälä, Violon (anciennement à la Guitare), 1997-maintenant
- Pekka "Splendid" Laine[9], Guitare, 1997-maintenant
- Kirka Sainio, Basse, 1997-maintenant (aussi connu pour Airdash, The Scourger, Gandalf)
- Alec Hirst Gee, Batterie, 2022-maintenant

Note : Ana et Johannes sont de la même fratrie.

### Anciens membres
- Matti Lehtinen, Batterie, 1997-2005

## Discographie

### Albums
- 2000 : Porn Beautiful (13 mars 2000)
- 2002 : Devil Is a Girl (3 octobre 2002)
- 2005 : Where Heaven Ends (28 février 2005)
- 2023 : [Album en préparation]

### Singles
- Get Me a Name (06/1999)
- 'Til You're Numb (09/1999)
- Isn't He Beautiful (02/2000)
- Killing Me (06/2000)
- Miss Tinnitus (2001) - Single promotionnel
- Beat the Boys (02/2002)
- Machine Girl (07/2003)
- When Heaven Gets Dirty (03/2005)
- Love Like Hell (04/2005)
- The Pianist 1910-2006 (10/2022)
- Please Killinn (02/2023)
- Spanish Flame (05/2023)
- My Private Hospital (10/2023)

### Clips
- [vidéo] « 'Til You're Numb », sur YouTube
- [vidéo] « Beat the Boys », sur YouTube
- [vidéo] « Machine Girl », sur YouTube
- [vidéo] « When Heaven Gets Dirty », sur YouTube
- [vidéo] « The Pianist (1910-2006) », sur YouTube
- [vidéo] « Spanish Flame », sur YouTube

### Supports
LAB a historiquement sorti ses albums en version CD.
La discographie de LAB est maintenant disponible sur de nombreuses plateformes numériques de streaming et d'achats dématérialisés comme Amazon Music, Spotify, musicMe ou encore Quobuz.

## References
1. ↑  (en) « Post Facebook officiel racontant l'histoire du nom du groupe » (consulté le 17 octobre 2023)
2. ↑  (en) « Post Facebook officiel "Naming a debute" » (consulté le 17 octobre 2023)
3. ↑  (en) « Listing de la bande son utilisée dans Les Instables »
4. ↑  (en) « Listing des musiques présentes dans FlatOut »
5. ↑  (fi) « Article du journal Iltalehti, traitant du retour du groupe sur la scène musicale »
6. ↑  (en) « Post Facebook officiel annonçant la présence de Spanish Flame dans la bande originale du film Comeback »
7. ↑  (en) « Annonce du single sur l'instagram officiel du groupe, dont la date de sorti est autour d'Halloween » (consulté le 17 octobre 2023)
8. ↑  (en) « LAB : Ana's page » (consulté le 17 octobre 2023)
9. ↑  (en) « LAB: Splendid's page » (consulté le 17 octobre 2023)
10. ↑  « LAB sur Spotify »